# Darling Thieves
Darling Thieves ist eine Punk-Band aus Huntington Beach, Kalifornien. Sie wurde 2004 von Justin Mauriello, dem ehemaligen Sänger und Gitarrist von Zebrahead, als „I hate Kate“ gegründet. Mauriello schrieb schon immer Musik mit starken Pop-Punk-Einflüssen, so finden sich auch bei Darling Thieves viele Pop-Punk Einflüsse.

## Bandgeschichte
Darling Thieves wurden 2004 von Justin Mauriello gegründet, damals noch unter dem Namen „I hate Kate“ und mit AJ Condosta als Schlagzeuger. Zu dieser Zeit spielte Mauriello noch bei Zebrahead. Nach einiger Zeit verließ er Zebrahead allerdings um sich voll auf Darling Thieves (I hate Kate) zu konzentrieren.
“Playing with other musicians is like being in a relationship and being able to have sex with other people. It's brilliant ... and in music ... it's ok. Anywho ... I was playing with the Kates, one thing lead to another and after sometime, this band became my full time love.” 
(Justin Mauriello)

### Werdegang
2005 erschien die erste EP Act One von I Hate Kate. Dann 2007 erschien das erste Album Embrace The Curse. Auf dem Album sind größtenteils Neuaufnahmen der bereits auf der Act One EP erschienenen Songs. Dennoch brachte das Album einige Erfolge. Sie teilten die Bühne mit Bands wie My Chemical Romance, Social Distortion, Taking Back Sunday, The Used, Angels and Airwaves, und Unwritten Law. Die erste Single des Albums Embrace The Curse war Always Something und erschien 2007.
Am 9. Juni 2010 teilte die Band ihren Fans über ihre Myspace-Präsenz mit, dass I hate Kate aus rechtlichen Gründen in Darling Thieves umbenannt werden mussten. Das Echo der Fangemeinde war gemischt, jedoch bei weitem nicht derart empört wie bei der Trennung Mauriellos von Zebrahead. Das erste Album unter dem neuen Namen erschien erstmals am 5. Juni bei einer Show im Denver Marquis Theater und wurde mit dem Titel "Race to Red" versehen. Die erste Single des Albums heißt Free without you. Auch AJ Condosta war zu diesem Zeitpunkt nicht mehr dabei und wurde durch Ed Davis ersetzt, was wiederum auf diversen Auftritten von Mauriellos früherer Band entstandene Gerüchte zerstreute, nach denen Zebraheads Schlagzeuger Ed Udhus angeblich seinem alten Freund zu Darling Thieves folgen sollte.

## Diskografie

### Alben
| Jahr | Titel             | US |
| ---- | ----------------- | -- |
| 2005 | Act One (EP)      | –  |
| 2007 | Embrace The Curse | –  |
| 2010 | Race to Red       | –  |

### Singles
| Jahr | Titel            | US | US Modern Rock | UK | AU | Album             |
| ---- | ---------------- | -- | -------------- | -- | -- | ----------------- |
| 2007 | Always Something | –  | –              | –  | –  | Embrace The Curse |
| 2010 | Free Without You | –  | –              | –  | –  | Race To Red       |